# Кожухув (Соколовський повіт)
Кожухув (пол. Kożuchów) — село в Польщі, у гміні Беляни Соколовського повіту Мазовецького воєводства.
Населення — 180 осіб (2011).
У 1975-1998 роках село належало до Седлецького воєводства.

## Демографія
Демографічна структура станом на 31 березня 2011 року:
|          | Загалом | Допрацездатний вік | Працездатний вік | Постпрацездатний вік |
| -------- | ------- | ------------------ | ---------------- | -------------------- |
| Чоловіки | 91      | 17                 | 65               | 9                    |
| Жінки    | 89      | 22                 | 42               | 25                   |
| Разом    | 180     | 39                 | 107              | 34                   |